# Christen Eagle II

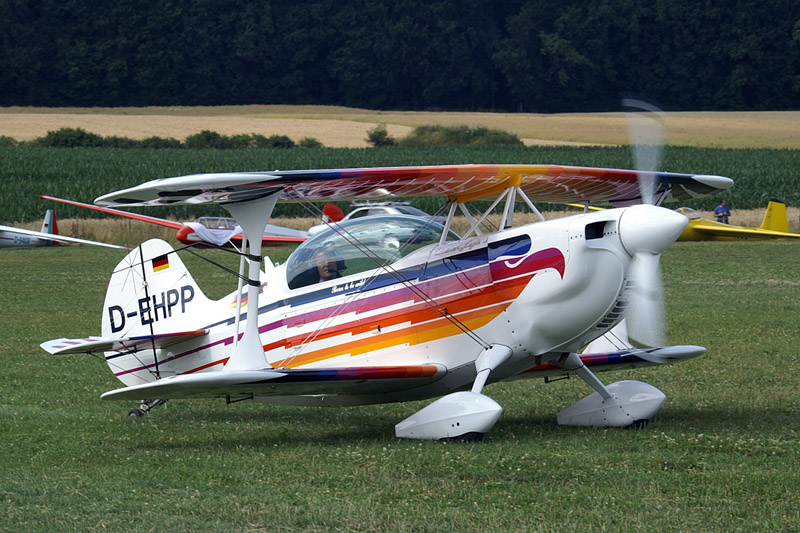

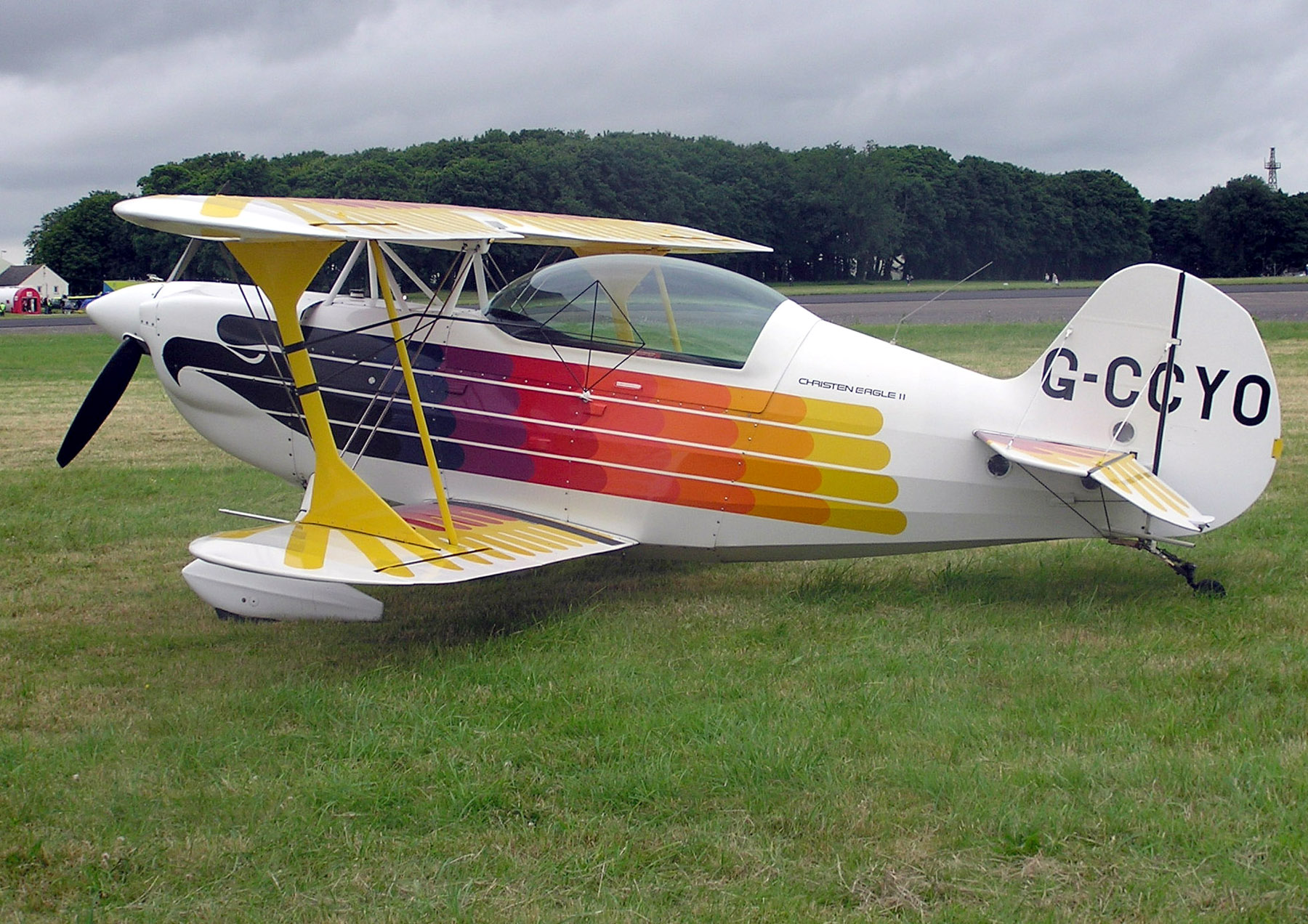

Christen Eagle II — американський спортивний літак, біплан.
Випускався у вигляді складальних комплектів (kit) компанією Christen Industries.

## Технічні характеристики
- Екіпаж пілот і пасажир
- Довжина 5,46 м
- Розмах крила 6,07 м
- Висота 1,98 м
- Площа крила 11.6 м2
- Маса порожнього 465 kg
- Двигун Lycoming AEIO-360-A1D, 200 к. с. (149 kW)
- Максимальна швидкість: 296 км/год
- Швидкість звалювання (з випущеними закрилками): 160 км/год
- Дальність польоту: 610 км
- Практична стеля: 5 180 м
- Швидкопідйомність: 11 м/с